# سلسلة جبال واساتش
سلسلة جبال واساتش هي سلسلة جبلية تمتد حوالي 260 كم على حدود ولايتي أيداهو-يوتا، إلى جنوبي وسط يوتا غربي الولايات المتحدة. وتعتبر بشكل عام الطرف الغربي لجبال روكي العظيمة، والطرف الشرقي لمنطقة الحوض العظيم. يمتد الامتداد الشمالي لسلسة واساتش، أي جبال نهر بير، إلى أيداهو، ويشكّل كل سلسلة واساتش في تلك الولاية.

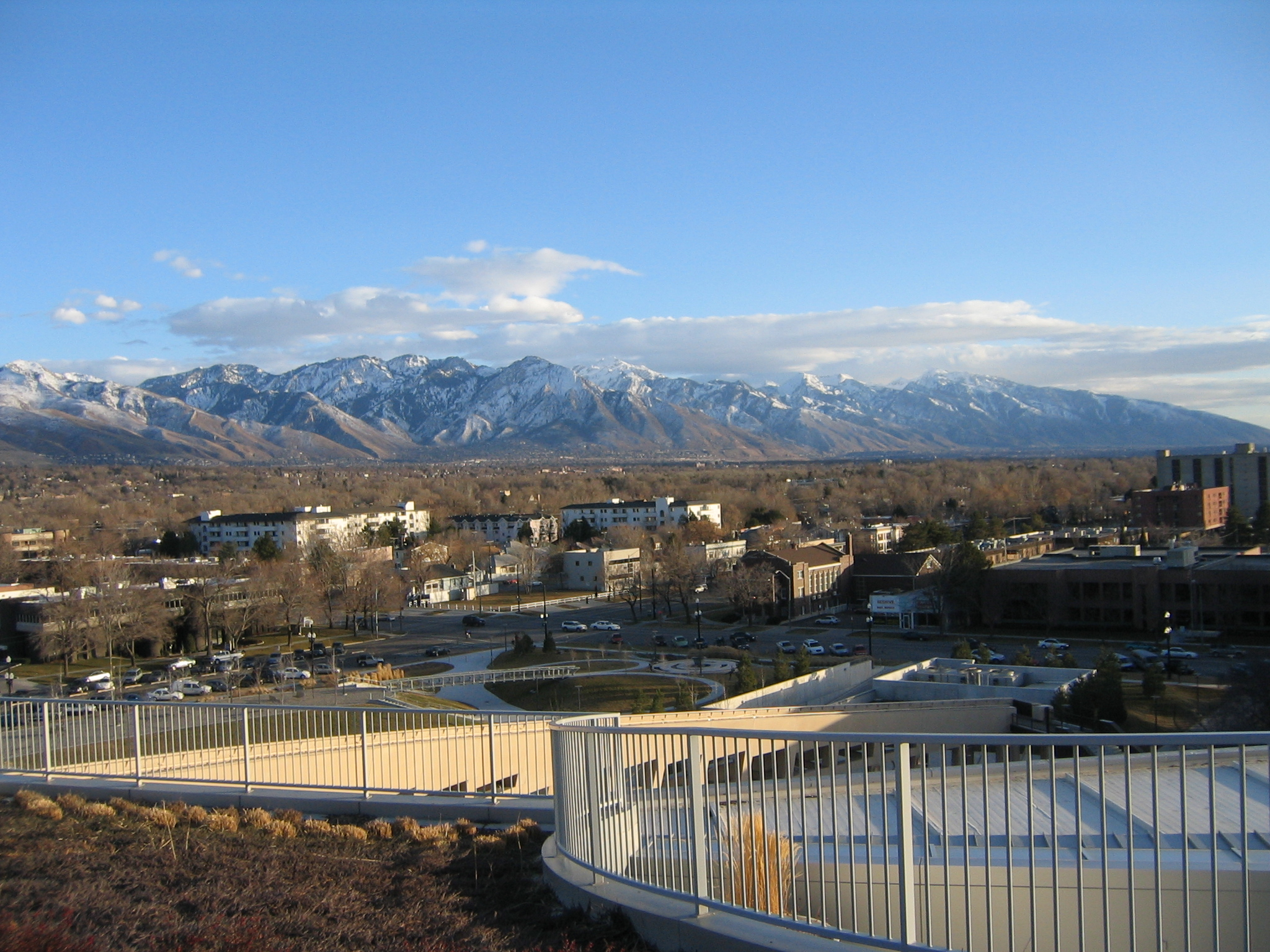
جبال واساتش كما تبدو من مكتبة سولت ليك سيتي

## روابط خارجية
- منظر جوي لسلسلة جبال واساتش
- Image of Cottonwood Ridge